# Železniška postaja Semič
Železniška postaja Semič je ena izmed železniških postaj v Sloveniji, ki oskrbuje bližnje naselje Semič.